# Терекли
Терекли́ (рос. Тереклы, башк. Тирәкле) — присілок у складі Архангельського району Башкортостану, Росія. Входить до складу Бакалдінської сільської ради.
Населення — 520 осіб (2010; 577 в 2002).
Національний склад:
- башкири — 96 %